# Lijst van burgemeesters van Nieuwerkerk aan den IJssel
Dit is een lijst van burgemeesters van de voormalige Nederlandse gemeente Nieuwerkerk aan den IJssel in de provincie Zuid-Holland. Per 1 januari 2010 maakt Nieuwerkerk aan den IJssel deel uit van de op die datum gestichte gemeente Zuidplas.
| Ambtsperiode | Naam burgemeester                                    | Partij of stroming | Bijzonderheden                                      |
| ------------ | ---------------------------------------------------- | ------------------ | --------------------------------------------------- |
| 1811 - 1817  | D. (Dirk) van Lange                                  |                    | maire, van 1813 president (van het gemeentebestuur) |
| 1817 - 1833  | F.E. Willet                                          |                    | schout, vanaf 1825 burgemeester                     |
| 1833 - 1835  | F. Mijnlief Azn                                      |                    |                                                     |
| 1835 - 1837  | J. (Jan) Droogleever Fortuijn (1802-1877)            |                    | later burgemeester van Monster                      |
| 1838 - 1849  | D.C. Kleij                                           |                    | werd burgemeester van Capelle aan den IJssel        |
| 1849 - 1850  | F. van Lange Gzn                                     |                    | waarnemend burgemeester                             |
| 1850 - 1852  | M.E.G. (Marius Eduard Gustaaf) van Lakerveld Blanken |                    |                                                     |
| 1852 - 1855  | C. (Cornelis) van Vollenhoven                        |                    |                                                     |
| 1857 - 1867  | M.E.G. van Lakerveld Blanken                         |                    |                                                     |
| 1867 - 1877  | J.E. de Voogt Gzn                                    |                    |                                                     |
| 1877 - 1882  | W.F. Smits                                           |                    |                                                     |
| 1883 - 1899  | J.E. van Voorthuijsen                                |                    |                                                     |
| 1899 - 1903  | M.D. Molenaar                                        |                    |                                                     |
| 1904 - 1917  | J. van der Meulen                                    |                    | daarna burgemeester van Hazerswoude                 |
| 1917 - 1923  | L.H.A. Würdemann                                     |                    |                                                     |
| 1923 - 1949  | F. Jas                                               |                    |                                                     |
| 1949 - 1969  | J.C. (Jaap) Vogelaar                                 | CHU                |                                                     |
| 1969 - 1983  | C.H. van de Linde                                    | CHU                |                                                     |
| 1983 - 1988  | L.W.L.F. (Leo) van Heugten                           | VVD                |                                                     |
| 1988 - 1995  | H.B. (Henk) van der Goot                             | VVD                |                                                     |
| 1995 - 2009  | A.F. (André) Bonthuis                                | PvdA               |                                                     |